# Hyphesma nukarnensis
Hyphesma nukarnensis är en biart som beskrevs av Exley 1975. Hyphesma nukarnensis ingår i släktet Hyphesma och familjen korttungebin. Inga underarter finns listade i Catalogue of Life.

## Bildgalleri

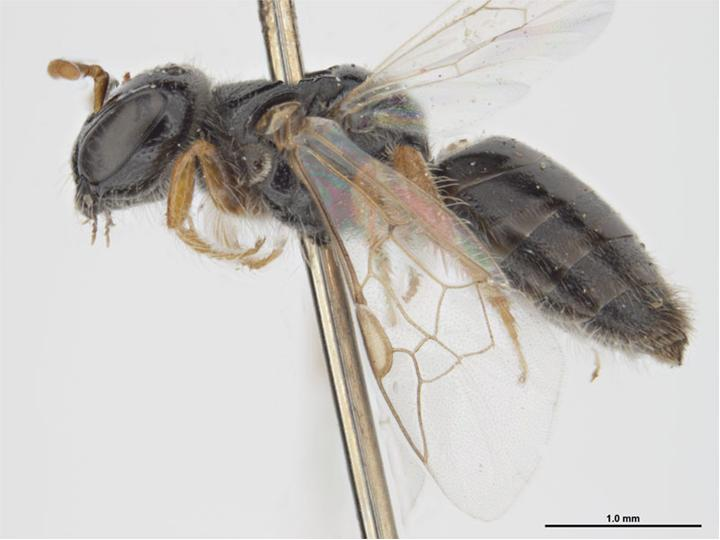
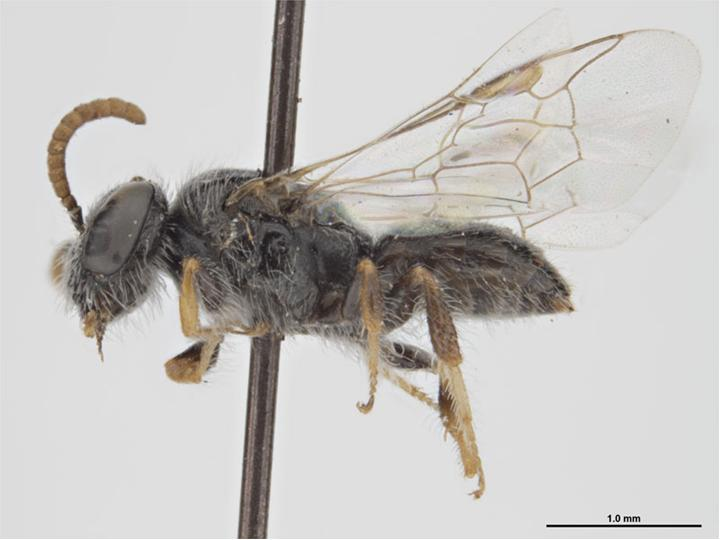